# Joachim Ier Nestor de Brandebourg
Joachim Ier Nestor de Brandebourg (en allemand Joachim I. Nestor von Brandenburg), né le 21 février 1484 à Cölln et mort le 11 juillet 1535 à Stendal, est prince-électeur et margrave de Brandebourg de 1499 à 1535. Prince catholique, il assiste impuissant à la conversion de la marche de Brandebourg à la Réforme protestante.

## Biographie
Joachim Ier Nestor de Brandebourg est le fils aîné de Jean Ier Cicéron de Brandebourg. Enfant, il reçoit une bonne éducation de son précepteur, l’évêque de Lebus et chancelier de l'université de Francfort-sur-l'Oder Dietrich von Bülow. Il n'a pas quinze ans lorsqu'il succède à son père le 9 janvier 1499. Peu après, il épouse Élisabeth de Danemark.
Les premières années de son règne sont principalement consacrées à l’administration de son électorat : il prend ainsi de sévères mesures afin de rétablir l'autorité dans son État, améliore l’administration de la justice, aide au développement du commerce et soutient les villes. En 1506, il crée l'université de Francfort-sur-l'Oder.
À l’approche de l’élection impériale de 1519, il est sollicité par les partisans de François Ier et de Charles de Bourgogne (futur Charles Quint), et reçoit de part et d’autre de grandes promesses : il semble même avoir espéré être élu empereur. Mais lorsque l’élection survient, il se tourne vers le parti des vainqueurs et vote pour Charles Quint. Malgré cela, ses relations avec ce dernier seront souvent orageuses.
Ardent défenseur de l’Église catholique romaine, il soutient son frère Albert de Brandebourg, archevêque de Mayence, qui est l’objet d'attaques de la part de Martin Luther et demande à Charles Quint le respect de l’Édit de Worms. Patron de l'enseignement, iI nomme Georges von Blumenthal ("le pilier du catholicisme") chancelier de l’université de Francfort, évêque de Lebus et conseiller privé. Il figure parmi les membres fondateurs de la Ligue de Dessau en juillet 1525, puis rejoint celle de Halle en 1533.
En 1527, contre sa volonté, son épouse Élisabeth de Danemark devient protestante à l’instar de son frère Christian II de Danemark. Le 25 mars 1528, pour sa sécurité, elle doit prendre la fuite, habillée en paysanne, pour se réfugier en Saxe.
Il est mortifié de voir d’autres membres de sa famille favoriser le protestantisme. Il meurt à Stendal le 11 juillet 1535 à 51 ans.
Son fils Joachim II Hector de Brandebourg lui succède comme margrave de Brandebourg. Quatre ans plus tard, Joachim II fait passer le Brandebourg au protestantisme.

## Famille

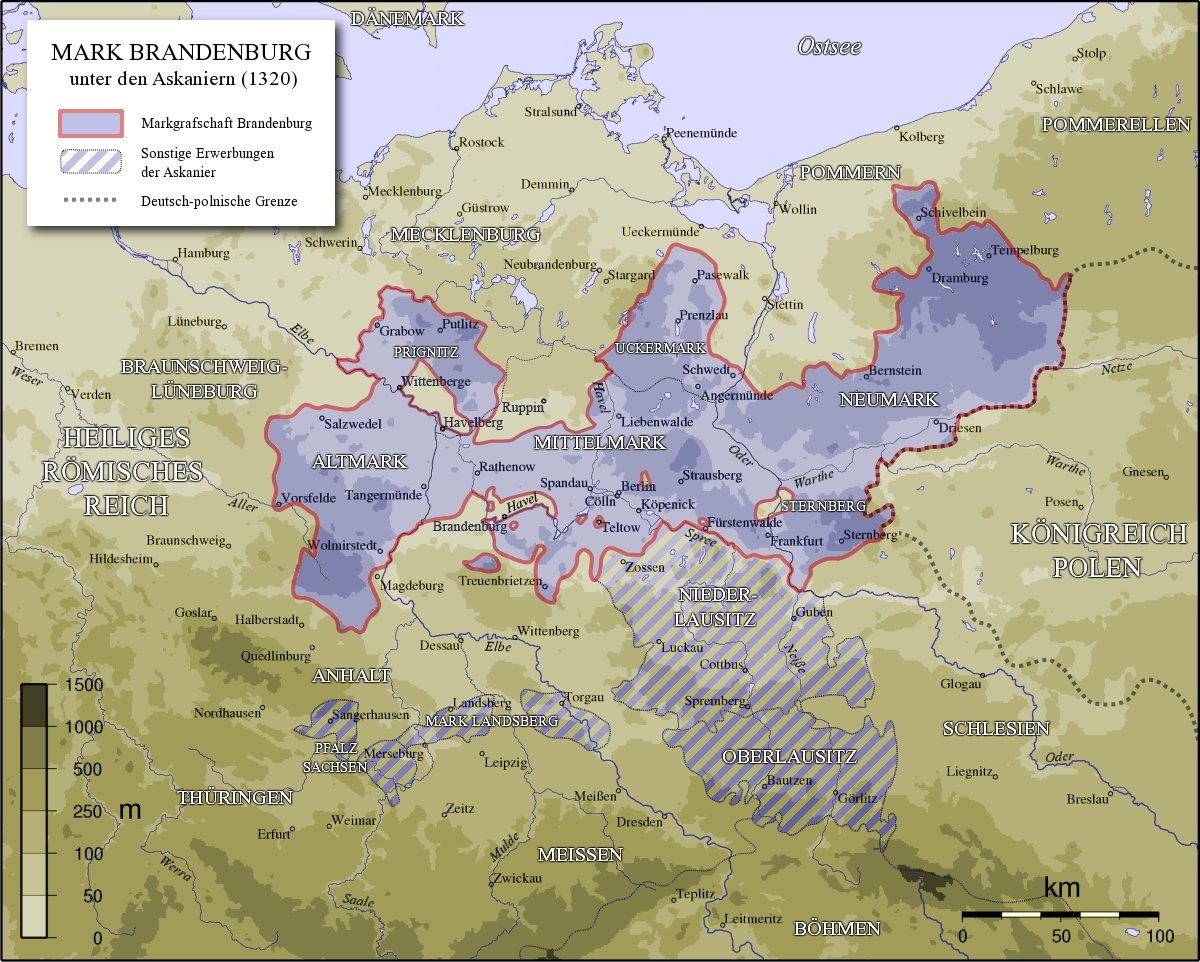
Carte géographique de la marche de Brandebourg (1320)

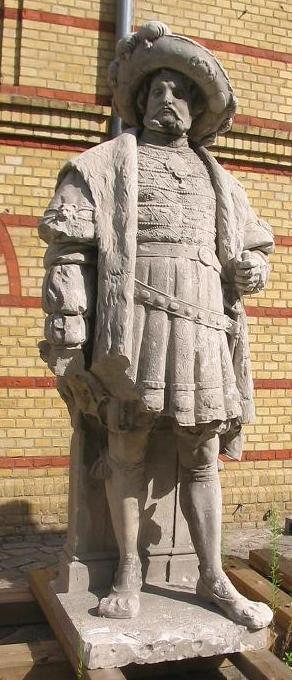
Monument en l'honneur de Joachim-Nestor de Brandebourg, sculpté par Johannes Götz en cours de restauration à la citadelle de Spandau. Une exposition est prévue en juillet 2014

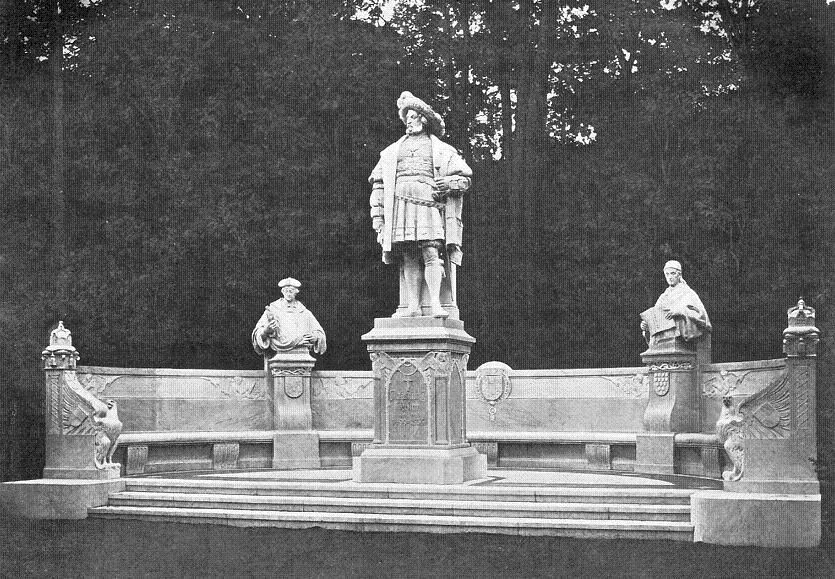
Monument en l'honneur de Joachim-Nestor de Brandebourg, sculpté par Johannes Götz au bord de l'allée de la Victoire à Berlin (aujourd'hui disparu)

### Généalogie
Joachim-Nestor appartient à la première branche de la maison de Hohenzollern. Cette lignée fournit des électeurs, des rois, des empereurs à la Prusse et à l'Allemagne. Il est l'ascendant de l'actuel chef de la Maison impériale d'Allemagne, le prince Georges-Frédéric de Prusse.
Il est le fils de Jean Ier Cicéron de Brandebourg et de Marguerite de Thuringe.

### Mariage et descendance
Le 10 avril 1502, Joachim-Nestor de Brandebourg épouse Élisabeth de Danemark (1485 – 1555), la fille de Jean Ier de Danemark, roi de Danemark (1481 – 1513), de Norvège (1483 – 1513) et de Suède (1497 – 1501).
Cinq enfants sont nés de cette union :
- Joachim II Hector de Brandebourg, électeur de Brandebourg ;
- Anne de Brandebourg (1507 – 1567), en 1524, elle épouse le duc Albert VII de Mecklembourg-Güstrow (1488 – 1547) ;
- Élisabeth de Brandebourg (1510 – 1558), en 1525, elle épouse le duc Éric Ier de Brunswick-Calenberg (mort en 1540). Veuve, elle épouse en 1546 le comte Poppo XVIII d'Henneberg (mort en 1574) ;
- Marguerite de Brandebourg (1511 – 1577), en 1530, elle épouse le duc Georges Ier de Poméranie-Wolgast (mort en 1531). Veuve, elle épouse en 1534, le prince Jean V d'Anhalt-Dessau (mort en 1551). De nouveau veuve, elle épouse en 1553 Jean von Goltz (mort en 1566) ;
- Jean Ier de Brandebourg-Küstrin (1513 – 1571), margrave de Brandebourg-Küstrin ; en 1537, il épouse Catherine de Brunswick-Wolfenbüttel (morte en 1574), fille duc Henri II de Brunswick-Wolfenbüttel, dont il a trois enfants.

À partir de 1523, Joachim-Nestor de Brandebourg s'éprend de la très belle Katharina Hornung, 21 ans, née von Blanckenfeld, la sœur de l'archevêque de Riga, Johann II von Blankenfeld (1471 – 1527). De cette relation extraconjugale très tumultueuse naîtront trois enfants qui détruira son mariage avec Élisabeth de Danemark.